# 馬克西莫維奇 (波利西基區)
51°11′44″N 29°37′4″E / 51.19556°N 29.61778°E
馬克西莫維奇（烏克蘭語：Максимовичі）是位於烏克蘭北部的村莊，由基辅州维什霍罗德区的克拉斯亞蒂奇市鎮負責管轄。該村始建於1851年，面積5平方公里，海拔高度128米，2001年人口733，人口密度每平方公里146.6人。